# David Pulkkinen
David Joel John Pulkkinen (Kapuskasing, 18 maggio 1949) è un ex hockeista su ghiaccio canadese.
Nel corso della carriera giocò due partite in National Hockey League.

## Carriera
Pulkkinen giocò a livello giovanile per un anno nella Ontario Hockey Association con gli Oshawa Generals. Al termine della stagione 1968-1969 fu scelto durante l'NHL Amateur Draft in settantasettesima posizione assoluta dai St. Louis Blues.
Nelle tre stagioni successive Pulkkinen giocò per alcune formazioni delle leghe minori affiliate ai Blues: in International Hockey League vestì le maglie dei Port Huron Flags e dei Dayton Gems, mentre in Central Hockey League quella dei Kansas City Blues.
Nel 1972 fu ceduto dai Blues ai neonati New York Islanders, formazione con cui fece il proprio esordio in National Hockey League disputando due incontri. Per il resto dell'anno giocò in American Hockey League con il farm team dei New Haven Nighthawks. Pulkkinen concluse la carriera due anni più tardi nel 1975 dopo aver giocato sempre in AHL con i Baltimore Clippers e i Syracuse Eagles.